# شاوان چورچ
شاوان چورچ (به انگلیسی: Shavahn Church) ژیمناست زادهٔ ۳ مهٔ ۱۹۸۹ میلادی اهل کشور بریتانیا است.